# Municipalità Regionale di Niagara
La Municipalità Regionale di Niagara è una suddivisione dell'Ontario in Canada, nella regione della Golden Horseshoe. Al 2006 contava una popolazione di 427.421 abitanti. Il suo capoluogo è Thorold.